# Face aux Lancaster

Face aux Lancaster est une série télévisée française, réalisée par Ado Kyrou, diffusée à partir du 29 mai 1971 quotidiennement, à 20h15, sur la première chaîne de l'ORTF.

## Synopsis
Composée de 20 épisodes de 13 minutes, Face aux Lancaster est un drame policier, adapté du roman Feux rouges à Beverly Hills d'Anne Mariel. La musique originale est de Jacques Loussier.

## Distribution
- Michel Le Royer : Chris
- Martine Brochard : Stéphanie
- Pierre Arditi : John
- Raymond Baillet : Lucien
- Sophie Corbara : Betty Hermann
- Claude Debord : Arthur Menner
- Darling Légitimus : Marie-Louise
- Guy Vittard : Chauffeur
- Georges Zicco : Homme aux lunettes
- Nicole Vesperini
- Maria Machado : Alma
- Martanik Revillon
- Jean-Claude Robain : Jo Hermann
- André Falcon : le Commissaire Lenglen
- Nicole Avril : secrétaire
- Martine Redon : Dirah
- Jacques Ruisseau : Policier, l'inspecteur stupide
- Michel Dacquin
- Jean-Michel Dhermay : Play-boy
- Jean-Jacques Douvaine : Le sous-directeur de la banque
- Guy Perot : Portier
- André Thorent : Avocat
- Paul Bisciglia : un pêcheur
- Pierre Peloux : un pêcheur
- Fernand Berset : Médecin
- Roger Mirmont :jeune homme
- Louise Chevalier : Mère
- Béatrice Costantini : fille
- Jacqueline Rivière
- Ham Chau Luong : Domestique
- Bernard Charlan : Directeur de la compagnie d'assurance